# Hypoeschrus dallonii
Hypoeschrus dallonii là một loài bọ cánh cứng trong họ Cerambycidae.